# Arnold Bennett
 (juin 2019).
Si vous disposez d'ouvrages ou d'articles de référence ou si vous connaissez des sites web de qualité traitant du thème abordé ici, merci de compléter l'article en donnant les références utiles à sa vérifiabilité et en les liant à la section « Notes et références ».
Pour les articles homonymes, voir Bennett.
Œuvres principales
Un conte de bonnes femmes (1908)
Arnold Bennett, né le 27 mai 1867 à Hanley (Staffordshire, Angleterre) et mort le 27 mars 1931 à Londres (Angleterre), est un écrivain et journaliste britannique.

## Biographie
Arnold Bennett remporte le prix littéraire d'un magazine en 1889, ce qui l'encourage à embrasser le métier de journaliste. En 1894, il est l'éditeur-adjoint du magazine Woman. En marge de ce travail, il se lance dans l'écriture d'un premier roman, A Man from the North (1898), qui reçoit des critiques élogieuses et lui permet d'accéder au poste d'éditeur en chef de son magazine.
Ayant remarqué la piètre qualité des feuilletons littéraires offerts à la publication par les syndicats, il se charge d'en rédiger un lui-même. Il écrit ainsi son deuxième roman, The Grand Babylon Hotel (1902).
Dès 1900, il abandonne son travail d'éditeur pour se consacrer uniquement à l'écriture, bien qu'il continue de faire paraître sur une base régulière des articles dans les journaux. En 1926, il accepte de tenir la chronique littéraire hebdomadaire du Evening Standard, où ses critiques conservatrices attaquent la modernité littéraire, notamment les romans de Virginia Woolf.
En 1903, il s'installe à Paris et fréquente la faune artistique de Montmartre et de Montparnasse. Pendant huit ans, il y écrit un grand nombre de ses romans et ses pièces de théâtre, reconnaissant dans ses propres récits l'influence de Maupassant, et tout particulièrement de Une Vie, qui est la source d'inspiration avouée du roman Un conte de bonnes femmes (The Old Wives' Tale, 1908), le plus gros succès critique et public de Bennett. La même année paraît également Enterré vivant (Buried Alive), un roman d'humour noir, qui sera adapté au cinéma par Nunnally Johnson pour le film Holy Matrimony, réalisé par John M. Stahl en 1944.
Après un voyage en Amérique en 1911, il retourne en Angleterre. En décembre 1913, il héberge le compositeur Maurice Ravel en tournée de concerts en Angleterre.
Pendant la Première Guerre mondiale, il écrit des textes de propagande pour le gouvernement britannique. Après le conflit, sa notoriété est si bien établie que la publication de chacun de ses romans est considérée comme un événement littéraire.
Il meurt de la fièvre typhoïde dans sa demeure londonienne de Baker Street le 27 mars 1931.

## Œuvres

### Romans
- A Man from the North, 1898
- The Grand Babylon Hotel (en), 1902 Traduction française : Le Grand Hôtel Babylon, Moutons électriques, 2014
- Anna of the Five Towns (en), 1902 Traduction française Anna, malgré tout, Éditions Autrement, coll. Diableries, 1995
- The Gates of Wrath, 1903
- Leonora, 1903
- A Great Man, 1904
- Teresa of Watling Street, 1904
- Sacred and Profane Love, 1905 (révisé et réédité sous le titre The Book of Carlotta en 1911) Traduction française : Amour profane, amour sacré, Éditions Bernard Grasset, 1921
- Whom God Hath Joined, 1906
- Hugo, 1906
- The Ghost : a Modern Fantasy, 1907 Traduction française : Le Spectre, Éditions Gallimard, 1932
- Buried Alive, 1908 Traduction française : Enterré vivant, Paris, Édition du Monde illustré, 1910
- The Old Wives' Tale, 1908 Traduction française : Un conte de bonnes femmes, Paris, Éditions Gallimard, 1931
- The Card, 1910
- Clayhanger, 1910 Traduction française : Clayhanger, Paris, Éditions du Siècle, 1934
- Helen with a High Hand, 1910 (Publié en feuilleton sous le titre: The Miser’s Niece).
- Hilda Lessways, 1911
- The Regent, 1913 (Titre américain : The Old Adam).
- The Price of Love, 1914
- These Twain, 1916
- The Pretty Lady, 1918
- The Roll-Call, 1918
- Mr Prohack, 1922
- Riceyman Steps, 1923 Traduction française : L'Escalier de Riceyman, 1929; rééd. 1993
- Elsie and the Child, 1924
- The Clayhanger Family, 1925 (La trilogie qui comprend : Clayhanger, Hilda Lessways, and These Twain)
- Lord Raingo, 1926
- The Strange Vanguard, 1928
- Imperial Palace, 1930
- Venus Rising from the Sea, 1931

### Recueils de nouvelles
- Tales of the Five Towns, 1905
- The Grim Smile of the Five Towns, 1907
- The Matador of the Five Towns, 1912
- Paris Nights and other impressions of places and people, 1913 (Illustré par E. A. Rickards; George H. Doran Company, NY).
- The Woman who Stole Everything and Other Stories, 1927

### Théâtre
- Milestones, pièce écrite en collaboration avec Edward Knoblock
- The Great Adventure : a Play of Fancy in Four Acts

### Essais
- Journalism For Women, 1898
- Fame and Fiction, 1901
- How to Become an Author, 1903
- The Reasonable Life, 1907
- Literary Taste: How to Form It, 1909
- How to Live on 24 Hours a Day, 1910
- Mental Efficiency, 1911
- Those United States, 1912 (Aussi publié sous le titre Your United States)
- The Author’s Craft, 1914
- Self and Self-Management, 1918
- The Human Machine, 1925
- How to Live, 1925 (Réuni les essais : How to Live on 24 Hours a Day, The Human Machine, Mental Efficiency, and Self and Self-Management) Publié en France sous le titre L'Art de vivre, Paris, Éditions J. Budry, 1926
- The Savour of Life, 1928

### Scénario
- Piccadilly, 1929

### Opéra
- Don Juan de Mañera

### Filmographie
- 1944 : Holy Matrimony, film américain de John M. Stahl, adaptation du roman Buried Alive (1908)